# Freddie Holm Nikolajsen
Freddie Holm Nikolajsen (født 1942 i Viborg, død ?) var en dansk kunstmaler og keramiker. 
Freddie Holm Nikolajsen tilhørte kunstnergruppen De unge vilde. Freddie Holm Nikolajsen blev inden sin død portrætteret i tv-udsendelsen Diesel og dæmoner DR 1. Freddie Holm Nikolajsens kunst var især præget af stilarten  ekspressionisme (figurativ/nonfiguartiv) og Freddie Holm Nikolajsen var i sin kunst påvirket af kunstnere som Asger Jorn DK,Cobra gruppen,James Ensor UK,Palle Nielsen DK.
Freddie Holm Nikolajsen var uddannet på Kunstakademiet i København hos Palle Nielsen, Søren Hjorth Nielsen, Hegle Bertram og Gunnar Ågaard Andersen. 
Udstillinger: Efterårsudstillingen, Den frie, Charlottenborg Forårsudstilling, Kunstindustrimuseet, Vejle Museum, Oslo Rådhus, Christianshavns beboerhus.